# Allsvenskan 2022
L'Allsvenskan 2022 è stata la 98ª edizione della massima serie del campionato svedese di calcio con la denominazione di Allsvenskan. La stagione è iniziata il 2 aprile e si è conclusa il 6 novembre 2022. Il Malmö FF si presentava come squadra campione in carica. L'Häcken si è laureato campione per la prima volta nella sua storia.

## Stagione

### Novità
Dalla Allsvenskan 2021 sono stati retrocessi in Superettan l'Halmstad (sconfitto nello spareggio salvezza/promozione), l'Örebro e l'Östersund. Dalla Superettan 2021 sono stati promossi in Allsvenskan l'IFK Värnamo (all'esordio assoluto), il GIF Sundsvall (al ritorno in Allsvenskan dopo 3 anni di assenza) e l'Helsingborg (che ritorna nella massima serie dopo un anno di assenza dopo aver vinto lo spareggio salvezza/promozione).

### Formula
Le 16 squadre partecipanti si affrontano in un girone all'italiana con partite di andata e ritorno, per un totale di 30 giornate. La squadra prima classificata è dichiarata campione di Svezia e viene ammessa al primo turno di qualificazione della UEFA Champions League 2023-2024. La seconda e la terza classificata, assieme alla vincitrice della Svenska Cupen 2022-2023, sono ammesse al secondo turno di qualificazione della UEFA Europa Conference League 2023-2024. La terzultima classificata gioca uno spareggio salvezza/promozione contro la terza classificata della Superettan 2022. Le ultime due classificate sono retrocesse direttamente in Superettan.

## Squadre partecipanti
| Club           | Stagione | Città       | Stadio                    | Stagione 2021            |
| -------------- | -------- | ----------- | ------------------------- | ------------------------ |
| AIK            | dettagli | Stoccolma   | Friends Arena             | 2º posto in Allsvenskan  |
| Degerfors      | dettagli | Degerfors   | Stora Valla               | 13º posto in Allsvenskan |
| Djurgården     | dettagli | Stoccolma   | Tele2 Arena               | 3º posto in Allsvenskan  |
| Elfsborg       | dettagli | Borås       | Borås Arena               | 4º posto in Allsvenskan  |
| GIF Sundsvall  | dettagli | Sundsvall   | NP3 Arena                 | 2º posto in Superettan   |
| Häcken         | dettagli | Göteborg    | Bravida Arena             | 12º posto in Allsvenskan |
| Hammarby       | dettagli | Stoccolma   | Tele2 Arena               | 5º posto in Allsvenskan  |
| Helsingborg    | dettagli | Helsingborg | Olympia                   | 3º posto in Superettan   |
| IFK Göteborg   | dettagli | Göteborg    | Gamla Ullevi              | 8º posto in Allsvenskan  |
| IFK Norrköping | dettagli | Norrköping  | PlatinumCars Arena        | 7º posto in Allsvenskan  |
| IFK Värnamo    | dettagli | Värnamo     | Finnvedsvallen            | 1º posto in Superettan   |
| Kalmar         | dettagli | Kalmar      | Guldfågeln Arena          | 6º posto in Allsvenskan  |
| Malmö FF       | dettagli | Malmö       | Eleda Stadion             | Campione di Svezia       |
| Mjällby        | dettagli | Mjällby     | Strandvallen              | 9º posto in Allsvenskan  |
| Sirius         | dettagli | Uppsala     | Studenternas Idrottsplats | 11º posto in Allsvenskan |
| Varberg        | dettagli | Varberg     | Varberg Energi Arena      | 10º posto in Allsvenskan |

### Allenatori e primatisti
| Squadra        | Allenatore | Calciatore più presente (tra parentesi il numero delle presenze) | Cannoniere (tra parentesi il numero dei gol segnati) |
| -------------- | --- | ---------------------------------------------------------------- | ---------------------------------------------------- |
| AIK            | Bartosz Grzelak (1ª-18ª) Henok Goitom (19ª-26ª, ad interim) Peter Wennberg (27ª-30ª, ad interim)                 | Nicolás Stefanelli (29)                                          | Nicolás Stefanelli (9)                               |
| Degerfors      | Andreas Holmberg e Tobias Solberg                                                                                | Adam Carlén Diego Campos (29)                                    | Diego Campos (5)                                     |
| Djurgården     | Kim Bergstrand e Thomas Lagerlöf                                                                                 | Haris Radetinac Joel Asoro Magnus Eriksson (29)                  | Victor Edvardsen (9)                                 |
| Elfsborg       | Jimmy Thelin | Jacob Ondrejka (30)                                              | Michael Baidoo (8)                                   |
| GIF Sundsvall  | Henrik Åhnstrand (1ª-15ª) Brian Clarhaut e Benny Mattsson (16ª-30ª, ad interim)                                  | Dennis Olsson (29)                                               | Pontus Engblom (11)                                  |
| Häcken         | Per-Mathias Høgmo                                                                                                | Even Hovland (30)                                                | Alexander Jeremejeff (22)                            |
| Hammarby       | Martí Cifuentes                                                                                                  | Nahir Besara (30)                                                | Gustav Ludwigson (12)                                |
| Helsingborg    | Jörgen Lennartsson (1ª-9ª + anticipo 16ª, giocato tra la 6ª e la 7ª) Álvaro Santos e Mattias Lindström (10ª-30ª) | Taha Ali (29)                                                    | Amar Muhsin (4)                                      |
| IFK Göteborg   | Mikael Stahre | Gustaf Norlin (30)                                               | Marcus Berg (13)                                     |
| IFK Norrköping | Rikard Norling (1ª-13ª) Vedran Vucicevic e Anes Mravac (14ª-17ª, ad interim) Glen Riddersholm (18ª-30ª)          | Oscar Jansson (30)                                               | Christoffer Nyman (11)                               |
| IFK Värnamo    | Kim Hellberg | Abdussalam Magashy Marcus Antonsson Victor Eriksson (30)         | Marcus Antonsson (20)                                |
| Kalmar         | Henrik Rydström                                                                                                  | Carl Gustafsson Lars Sætra Romário Pereira Sipião (30)           | Oliver Berg (9)                                      |
| Malmö FF       | Miloš Milojević (1ª-16ª) Andreas Georgson (17ª-21ª, ad interim) Åge Hareide (22ª-30ª)                            | Felix Beijmo Hugo Larsson (27)                                   | Isaac Kiese Thelin (12)                              |
| Mjällby        | Andreas Brännström                                                                                               | Noah Persson Samuel Brolin (29)                                  | Silas Nwankwo (8)                                    |
| Sirius         | Daniel Bäckström                                                                                                 | Aron Bjarnason (30)                                              | Christian Kouakou (7)                                |
| Varberg        | Joakim Persson                                                                                                   | Alexander Johansson (29)                                         | Robin Simović (7)                                    |

## Classifica
Aggiornata al 6 novembre 2022
|  | Pos. | Squadra        | Pt | G  | V  | N  | P  | GF | GS | DR  |
|  | ---- | -------------- | -- | -- | -- | -- | -- | -- | -- | --- |
|  | 1.   | Häcken         | 64 | 30 | 18 | 10 | 2  | 69 | 37 | +32 |
|  | 2.   | Djurgården     | 57 | 30 | 17 | 6  | 7  | 55 | 25 | +30 |
|  | 3.   | Hammarby       | 56 | 30 | 16 | 8  | 6  | 60 | 27 | +33 |
|  | 4.   | Kalmar         | 51 | 30 | 15 | 6  | 9  | 41 | 27 | +14 |
|  | 5.   | AIK            | 50 | 30 | 15 | 8  | 8  | 45 | 36 | +9  |
|  | 6.   | Elfsborg       | 49 | 30 | 13 | 10 | 7  | 55 | 35 | +20 |
|  | 7.   | Malmö FF       | 46 | 30 | 13 | 7  | 10 | 44 | 34 | +10 |
|  | 8.   | IFK Göteborg   | 45 | 30 | 14 | 3  | 13 | 42 | 39 | +3  |
|  | 9.   | Mjällby        | 43 | 30 | 11 | 10 | 9  | 33 | 33 | 0   |
|  | 10.  | IFK Värnamo    | 37 | 30 | 9  | 10 | 11 | 34 | 47 | -13 |
|  | 11.  | Sirius         | 35 | 30 | 9  | 8  | 13 | 31 | 42 | -11 |
|  | 12.  | IFK Norrköping | 34 | 30 | 8  | 10 | 12 | 40 | 42 | -2  |
|  | 13.  | Degerfors      | 31 | 30 | 7  | 10 | 13 | 32 | 49 | -17 |
|  | 14.  | Varberg        | 31 | 30 | 8  | 7  | 15 | 31 | 57 | -26 |
|  | 15.  | Helsingborg    | 17 | 30 | 4  | 5  | 21 | 22 | 52 | -30 |
|  | 16.  | GIF Sundsvall  | 14 | 30 | 4  | 2  | 24 | 28 | 80 | -52 |

Legenda:
      Campione di Svezia e ammessa alla UEFA Champions League 2023-2024
      Ammesse alla UEFA Europa Conference League 2023-2024
 Ammesso allo spareggio retrocessione-promozione
      Retrocesse in Superettan 2023
Note:
Tre punti a vittoria, uno a pareggio, zero a sconfitta.
La classifica viene stilata secondo i seguenti criteri:
- Punti conquistati
- Differenza reti generale
- Reti totali realizzate

## Risultati
Aggiornati al 25 luglio 2022
Ogni riga indica i risultati casalinghi della squadra segnata a inizio della riga, contro le squadre segnate colonna per colonna (che invece avranno giocato l'incontro in trasferta). Al contrario, leggendo la colonna di una squadra si avranno i risultati ottenuti dalla stessa in trasferta, contro le squadre segnate in ogni riga, che invece avranno giocato l'incontro in casa.
|                | AIK  | DEG  | DJU  | ELF  | GIF  | HÄC  | HAM  | HEL  | GÖT  | NOR  | VÄR  | KAL  | MAL  | MJÄ  | SIR  | VAR  |
| -------------- | ---- | ---- | ---- | ---- | ---- | ---- | ---- | ---- | ---- | ---- | ---- | ---- | ---- | ---- | ---- | ---- |
| AIK            | –––– | -    | 1-0  | -    | -    | -    | -    | -    | 1-0  | 1-0  | -    | 1-0  | 2-0  | 0-1  | 2-2  | 1-0  |
| Degerfors      | 1-1  | –––– | -    | 0-6  | -    | 1-2  | 0-1  | 2-1  | -    | 1-1  | -    | -    | 0-2  | -    | -    | -    |
| Djurgården     | -    | 3-1  | –––– | -    | -    | -    | 1-0  | 2-2  | -    | 2-1  | 5-0  | -    | 4-0  | -    | 4-0  | 4-0  |
| Elfsborg       | 2-2  | -    | 0-0  | –––– | 3-1  | -    | -    | -    | 3-1  | -    | -    | -    | -    | 0-2  | -    | 4-1  |
| GIF Sundsvall  | 0-2  | 2-3  | 2-5  | -    | –––– | 1-5  | 1-5  | -    | -    | -    | -    | 1-0  | 2-1  | 2-0  | -    | -    |
| Häcken         | 4-2  | -    | 1-2  | 1-1  | -    | –––– | -    | -    | 0-2  | -    | -    | 3-1  | -    | -    | 4-3  | 3-1  |
| Hammarby       | 3-3  | -    | -    | 3-0  | -    | 2-2  | –––– | 2-1  | 3-0  | 3-0  | -    | -    | 0-0  | 2-0  | -    | -    |
| Helsingborg    | 1-2  | -    | 0-2  | 1-0  | 1-0  | 1-1  | -    | –––– | 0-1  | 0-1  | 1-4  | 1-1  | -    | -    | -    | -    |
| IFK Göteborg   | -    | 2-0  | 1-1  | -    | 2-0  | -    | -    | -    | –––– | -    | 2-1  | 1-2  | -    | 1-1  | -    | 1-1  |
| IFK Norrköping | -    | -    | -    | 2-2  | 5-1  | 1-1  | -    | -    | 0-2  | –––– | 2-0  | -    | 0-2  | -    | 0-1  | 0-1  |
| IFK Värnamo    | 2-3  | 2-0  | -    | -    | 1-1  | 1-2  | 1-0  | -    | -    | -    | –––– | -    | 0-0  | -    | 0-0  | -    |
| Kalmar         | -    | 2-0  | 1-0  | 1-0  | -    | -    | 2-0  | -    | -    | 1-2  | 1-0  | –––– | 0-1  | -    | 1-1  | -    |
| Malmö FF       | 3-0  | -    | -    | 1-1  | -    | 1-2  | -    | 2-1  | 1-0  | -    | -    | -    | –––– | 2-0  | 3-1  | 3-0  |
| Mjällby        | -    | 2-1  | 1-0  | -    | -    | 1-2  | -    | 2-1  | -    | 1-1  | 1-1  | 1-1  | -    | –––– | 3-0  | -    |
| Sirius         | -    | 2-0  | -    | 2-0  | 2-1  | -    | 0-3  | 1-0  | 1-2  | -    | -    | -    | -    | -    | –––– | -    |
| Varberg        | -    | 2-1  | -    | -    | 2-0  | -    | 0-3  | 0-0  | -    | -    | 3-0  | 0-3  | -    | 0-0  | 0-2  | –––– |

## Spareggio salvezza/promozione
Allo spareggio salvezza vengono ammesse la quattordicesima classificata in Allsvenskan e la terza classificata in Superettan.
|         | Risultati |         | Luogo e data              |
| ------- | --------- | ------- | ------------------------- |
| Öster   | 1 - 2     | Varberg | Växjö, 10 novembre 2022   |
| Varberg | 2 - 1     | Öster   | Varberg, 13 novembre 2022 |
|         |           |         |                           |

## Statistiche

### Squadre

#### Capoliste solitarie
|    | —— | —— | —— | ——       | ——       | ——       | —— | —— | ——     | ——     | ——     | ——     | ——     | ——     | ——     | ——     | ——     | ——     | ——     | ——     | ——     | ——   | ——  | ——     | ——     | ——     | ——     | ——     | ——     | —— |  |
|    |    |    |    | Hammarby | Hammarby | Hammarby |    |    | Häcken | Häcken | Häcken | Häcken | Häcken | Djurg. | Djurg. | Häcken | Häcken | Häcken | Häcken | Häcken | Häcken | Dju. |     | Häcken | Häcken | Häcken | Häcken | Häcken | Häcken |    |  |
|    |    |    |    |          |          |          |    |    |        |        |        |        |        |        |        |        |        |        |        |        |        |      |     |        |        |        |        |        |        |    |  |
|    |    |    |    |          |          |          |    |    |        |        |        |        |        |        |        |        |        |        |        |        |        |      |     |        |        |        |        |        |        |    |  |
| 1ª | 2ª | 3ª | 4ª | 5ª       | 6ª       | 7ª       | 8ª | 9ª | 10ª    | 11ª    | 12ª    | 13ª    | 14ª    | 15ª    | 16ª    | 17ª    | 18ª    | 19ª    | 20ª    | 21ª    | 22ª    | 23ª  | 24ª | 25ª    | 26ª    | 27ª    | 28ª    | 29ª    | 30ª    |    |  |

### Primati stagionali
Squadre
- Maggior numero di vittorie: Häcken (18)
- Maggior numero di pareggi: Elfsborg, Mjällby, IFK Värnamo, IFK Norrköping e Degerfors (10)
- Maggior numero di sconfitte: GIF Sundsvall (24)
- Minor numero di vittorie: Helsingborg e GIF Sundsvall (4)
- Minor numero di pareggi: GIF Sundsvall (2)
- Minor numero di sconfitte: Häcken (2)
- Miglior attacco: Häcken (69)
- Peggior attacco: Helsingborg (22)
- Miglior difesa: Djurgården (25)
- Peggior difesa: GIF Sundsvall (80)
- Miglior differenza reti: Hammarby (33)
- Peggior differenza reti: GIF Sundsvall (-52)

Partite
- Più gol: Elfsborg-Häcken 4-4 (8, 16ª giornata)
- Pareggio con più gol: Elfsborg-Häcken 4-4 (8, 16ª giornata)
- Maggior scarto di gol: Degerfors-Elfsborg 0-6 (6, 6ª giornata)

### Individuali

#### Classifica marcatori
| Gol | Rigori |  | Giocatore            | Squadra        |
| --- | ------ |  | -------------------- | -------------- |
| 22  | 4      |  | Alexander Jeremejeff | Häcken         |
| 20  | 1      |  | Marcus Antonsson     | IFK Värnamo    |
| 13  |        |  | Marcus Berg          | IFK Göteborg   |
| 12  |        |  | Isaac Kiese Thelin   | Malmö FF       |
| 12  |        |  | Gustav Ludwigson     | Hammarby       |
| 11  |        |  | Mikkel Rygaard       | Häcken         |
| 11  |        |  | Christoffer Nyman    | IFK Norrköping |
| 11  | 1      |  | Nahir Besara         | Hammarby       |
| 11  | 3      |  | Pontus Engblom       | GIF Sundsvall  |
| 10  | 1      |  | Gustaf Norlin        | IFK Göteborg   |
| 9   |        |  | Nicolás Stefanelli   | AIK            |
| 9   | 2      |  | Victor Edvardsen     | Djurgården     |
| 9   | 2      |  | Oliver Berg          | Kalmar         |

#### Giocatore del mese
Di seguito i vincitori.
| Mese      | Giocatore            | Squadra       |
| --------- | -------------------- | ------------- |
| Aprile    | Williot Swedberg     | Hammarby      |
| Maggio    | Alexander Jeremejeff | Häcken        |
| Giugno    | Non assegnato        | Non assegnato |
| Luglio    | Alexander Jeremejeff | Häcken        |
| Agosto    | Marcus Berg          | IFK Göteborg  |
| Settembre | Marcus Antonsson     | IFK Värnamo   |
| Ottobre   | Mikkel Rygaard       | Häcken        |

#### Allenatore del mese
Di seguito i vincitori.
| Mese      | Allenatore                       | Squadra       |
| --------- | -------------------------------- | ------------- |
| Aprile    | Martí Cifuentes                  | Hammarby      |
| Maggio    | Per-Mathias Høgmo                | Häcken        |
| Giugno    | Non assegnato                    | Non assegnato |
| Luglio    | Kim Bergstrand e Thomas Lagerlöf | Djurgården    |
| Agosto    | Martí Cifuentes                  | Hammarby      |
| Settembre | Kim Bergstrand e Thomas Lagerlöf | Djurgården    |
| Ottobre   | Per-Mathias Høgmo                | Häcken        |

#### Premi individuali di fine stagione
Di seguito i vincitori.
| Premio                 | Giocatore            | Squadra  |
| ---------------------- | -------------------- | -------- |
| Miglior portiere       | Ricardo Friedrich    | Kalmar   |
| Miglior difensore      | Even Hovland         | Häcken   |
| Miglior centrocampista | Mikkel Rygaard       | Häcken   |
| Miglior attaccante     | Alexander Jeremejeff | Häcken   |
| Miglior allenatore     | Per-Mathias Høgmo    | Häcken   |
| Miglior giovane        | Hugo Larsson         | Malmö FF |
| Miglior giocatore      | Alexander Jeremejeff | Häcken   |